# 沢田喜彦
沢田 喜彦（澤田、さわだ きひこ、1874年（明治7年）1月 - 1944年（昭和19年）11月12日）は、明治から昭和時代戦前の政治家、実業家。貴族院多額納税者議員。

## 経歴
熊本県八代郡吉野村（竜北村、竜北町を経て現氷川町）出身。沢田保太の長男として生まれ、1906年（明治39年）家督を相続する。
1907年（明治40年）吉野製糸合名会社代表社員となり、のち同社社長、益南銀行取締役、熊本県会議員を歴任した。
1925年（大正14年）9月には熊本県多額納税者として貴族院議員に互選され、同年9月29日に就任し、1932年（昭和7年）9月28日まで務めた。